# Rouvenac
Rouvenac – miejscowość i dawna gmina we Francji, w regionie Oksytania, w departamencie Aude. W 2013 roku populacja ówczesnej gminy wynosiła 219 mieszkańców. 
W dniu 1 stycznia 2019 roku z połączenia dwóch ówczesnych gmin – Fa oraz Rouvenac – powstała nowa gmina Val-du-Faby. Siedzibą gminy została miejscowość Fa. 